# Том Улф
Том Улф (на английски: Tom Wolfe) е американски журналист и писател на произведения в жанра драма, публицистика и документалистика. Представител е на движението „нова журналистика“.

## Биография и творчество
Том Кенерли Улф младши е роден на 2 март 1930 г. в Ричмънд, Вирджиния, САЩ. В гимназията е редактор на училищния вестник, президент на училищния съвет и играе бейзбол. Завършва с отличие през 1951 г. университета Вашингтон и Лий в Лексингтън със специалност английска филология. В колежа е спортен редактор на университетския вестник. След колежа опитва кариера в бейзбола, но не успява. Продължава специализацията си и получава през 1957 г. докторска степен по американски изследвания от Йейлския университет с дисертация на тема „Лига на американските писатели: комунистическа организационна дейност сред американските писатели, 1929 – 1942“.
Още докато подготвя докторската си дисертация става репортер на „Спрингфийлд Юниънс“ от Спрингфийлд, Масачузетс. През 1959 г. започва работа във „Вашингтон Поуст“. Печели наградата от Гилдията на вестниците за чуждестранни репортажи в Куба през 1961 г. и печели наградата на гилдията за хумор. Неговият свободен стил на писане по-късно ще се превърне в запазена марка за движението нова журналистика. През 1962 г. става репортер в „Ню Йорк Хералд Трибюн“ и журналист към списание „Ню Йорк“. Като репортер често носи двуредни бели костюми и копринени вратовръзки, дори при интервюиране на членове на банди и престъпници, като това става негова емблематична визия.
През 1965 г. публикува първата си книга „The Kandy-Kolored Tangerine-Flake Streamline Baby“, сборник от негови публикации в „Хералд Трибюн“, „Енкуайър“, и др. Книгата става бестселър и го утвърждава като водеща фигура в литературните експерименти в документалната литература, известна като нова журналистика.
През 1987 г. се жени за Шейла Бергер, дизайнер на списание „Харпър“. Имат две деца – Александра и Томас.
Първият му роман „Кладата на суетата“ е издаден през 1987 г. В него представя истоята на белия и преупял брокер на Уолстрийт, Шърман Маккой, който става жертва на лов на вещици от медиите и прокурорите след смъртта на чернокож от Бронкс, блъснат от неговата любовница. Чрез него писателят показва цинизма на хората от големите градове като Ню Йорк. През 1990 г. романът е екранизиран от Брайън Де Палма в едноименния филм с участието на Том Ханкс, Брус Уилис и Мелани Грифит.
През 1999 г. е избран за член на Американската академия за изкуства и литература, а през 2015 г. за член на Американската академия за изкуство и наука.
Том Улф умира от инфекция на 14 май 2018 г. в Манхатън, Ню Йорк.

## Произведения

### Самостоятелни романи
- The Bonfire of the Vanities (1987)
Кладата на суетата, изд. „Лист“ (2019), прев. Зорница Христова
- A Man in Full (1998)
Мъж на място, изд.: ИК „Обсидиан“, София (2000), прев. Зорница Димова
- I Am Charlotte Simmons (2004)
- Back to Blood (2012)

### Сборници
- Hooking Up (2000)

### Документалистика
- The Kandy-Kolored Tangerine-Flake Streamline Baby (1965)
- The Electric Kool-Aid Acid Test (1968)
- The Pump House Gang (1968)
- Radical Chic and Mau-Mauing the Flak Catchers (1970)
- The New Journalism (1973) – с Едуард Уорън Джонсън
- The Painted Word (1976)
- Mauve Gloves and Madmen, Clutter and Vine (1977)
- The Right Stuff (1979)
- In Our Time (1980)
- From Bauhaus to Our House (1981)
- The Purple Decades (1982)
- The Kingdom of Speech (2016)

### Екранизации
- 1970 One Pair of Eyes – документална ТВ серия, 1 епизод
- 1973 Последният американски герой, The Last American Hero – частично
- 1977 Tom Wolfe's Los Angeles – ТВ филм, история
- 1983 Истински неща, The Right Stuff – с Сам Шепърд, Скот Глен, Ед Харис
- 1988 WTTW Journal Top Guns of '43 – документален ТВ филм
- 1990 Кладата на суетата, The Bonfire of the Vanities
- 2018 Bonfire of the Vanities: The Opera – по романа
- ?? The Right Stuff – ТВ сериал